# Dixon Peak
Der Dixon Peak ist ein 420 m hoher und steilwandiger Berg unweit der Nordwestspitze Südgeorgiens. Er ragt 1,5 km nördlich des Kap Parjadin am südlichen Ende des Parjadinkamm auf.
Wissenschaftler der britischen Discovery Investigations nahmen zwischen 1926 und 1930 eine grobe Kartierung vor. Das UK Antarctic Place-Names Committee benannte den Berg 1963 nach Leutnant John Barry Dixon (* 1931) von der Royal Navy, Vermessungsoffizier auf dem Schiff HMS Owen, das zwischen 1960 und 1961 in diesem Gebiet operierte.